# Dispersione di velocità
In astronomia, la dispersione di velocità indica la variabilità statistica delle velocità sulla velocità media per un gruppo di oggetti, ovvero la velocità intrinseca che ogni oggetto astronomico possiede, dall'ammasso aperto all'ammasso globulare, o una galassia, muovendosi all'interno di un sistema più esteso come gruppi e ammassi di galassie o un superammasso.
La dispersione di velocità di un gruppo può essere stimata misurando le velocità radiali dei singoli oggetti e usata poi per derivare la massa del gruppo (o ammasso) tramite il teorema del viriale. La velocità radiale viene ricavata misurando la distanza Doppler tra le righe spettrali emesse da un gruppo di oggetti. Più velocità radiali si riescono a misurare, più sarà precisa la stima della dispersione di velocità. La dispersione di velocità centrale si riferisce alla dispersione delle regioni interne di un oggetto esteso, come ad esempio un ammasso stellare o una galassia.